# 斯特蘭福德 (英國國會選區)

斯特蘭福德在北愛爾蘭的位置

斯特蘭福德（英語：Strangford），英國國會一郡選區，位於北愛爾蘭，包括阿茲區、唐區和卡斯爾雷區一部，創設於1983年。本區雖名斯特蘭福德，但斯特蘭福德卻位於南唐選區。
本區屬親英選區。2005年前當區議員屬北愛爾蘭統一黨，而在2010年大選中北愛民主統一黨前不久，當時的議員艾莉斯·羅賓遜因涉嫌醜聞辭職。同屬民主統一黨的吉姆·香農以45.9%選票勝出該區，從而保住議席。